# Axente Sever
Axente Sever (veraltet Frâua; deutsch Frauendorf, siebenbürgisch-sächsisch Fräenderf, ungarisch Asszonyfalva) ist eine Gemeinde im Kreis Sibiu in der Region Siebenbürgen in Rumänien.

## Lage
Frauendorf liegt im Kreis Sibiu, 36 km nördlich von Hermannstadt und 11 km südlich von Mediaș (Mediasch). Das Dorf liegt auf dem rechten Ufer der Vișa (Weißbach), eines linken Nebenflusses der Târnava Mare (Große Kokel). Die Hauptstraße verläuft parallel zum Weißbach. Senkrecht dazu führt eine Gasse in östliche Richtung. An der Schnittstelle befindet sich die Kirchenburg.

## Geschichte
Der Ort wurde 1305 als „Assonfalva“ erstmals urkundlich erwähnt, als untertänige Gemeinde der Familie Apafi. 1516 wurde „Frauendorff“ eine freie Gemeinde des Mediascher Stuhls. 1533 zählte Frauendorf 400 Einwohner, davon 61 Wirte, 4 Witwen, 2 Hirten und einen Müller. 1885 wurde in Frauendorf ein Raiffeisenverein gegründet. Die ursprüngliche rumänische Bezeichnung „Frâua“, phonetisch an die deutsche angelehnt, war bis 1970 offiziell in Verwendung. Seither trägt die Ortschaft den Namen eines rumänischen Revolutionärs (siehe Persönlichkeiten).

## Sehenswürdigkeiten
Die evangelische Kirchenburg stammt aus dem 14. Jahrhundert. Die erstmals 1322 als "Kirche aller Heiligen" erwähnte Kirche entstand in zwei Bauphasen. Die Urkirche ist eine hochgotische Saalkirche, erbaut aus Bruch- und Flussstein. In ganz seltener Bauweise wurde über dem Chorquadrat ein dreigeschossiger Glockenturm errichtet. Die Dicke der Turmmauer beträgt im Erdgeschoss 1,6 m. Im Süden des Turmes sind Reste einer Kapelle enthalten. Der Zugang zu den oberen Stockwerken erfolgt über eine in die Westmauer eingebaute Trappe. 1490 wurde die Kirche wehrhaft umgebaut. Es entstand eine der imposantesten Wehrkirchen Siebenbürgens. Die Saal- und Chorwände wurden etwa zwei Stockwerken erhöht und schufen dadurch Raum für Wehrgeschosse. Der Aufstieg in der Westmauer wurde mit einem Fallgatter versehen, dessen Laufrinnen noch zu sehen sind. Gleichzeitig wurde der Glockenturm in ein mächtiges Bollwerk umgebaut und in den Wehrkomplex eingegliedert. Dazu gehört auch der eiförmige Bering (Ringmauer), dessen Wände zwischen 6 und 8 m hoch sind. Unter dem zum Hof hin abfallenden Pultdach befanden sich Wohn- und Vorratskammern. Jede Kammer hat ihren eigenen Eingang und ist durch eine Öffnung in der Decke mit dem Wehrgang unter dem Pultdach verbunden. Von hier aus wurden die Schießscharten und Gießlöcher bedient.
In der zweiten Hälfte des 18. Jahrhunderts wurde auf der Westseite der Kirche eine Orgelempore gemauert, an deren Brüstung musizierende Engel zu sehen sind. An der Süd- und Nordwand wurde eine hölzerne Empore errichtet.
Der Barockaltar stammt von Stephan Valepagi aus dem Jahr 1777. Das Hauptbild stellte den gekreuzigten Christus dar, zu dessen Füßen Maria, seine Mutter, und der Jünger Johannes. Rechts und links rahmen je zwei korinthische Säulen die Apostel Paulus und Petrus ein. Unter der Kreuzigungstafel, auf der Predella, ist ein Abendmahlsbild zu sehen, und den Abschluss im Oberbild zeigt den Auferstandenen. Die gemauerte Kanzel wird von zwei Heiligenbildern geschmückt.
Im Jahr 1777 baute der Hermannstädter Orgelbauer Johann Hann eine Barockorgel, die 1926 von der Firma Ludwig Wegenstein zu einer pneumatischen Orgel umgebaut wurde. Im Glockenturm befinden sich drei Glocken. Die große Glocke von 1699, trägt die Inschrift: „Gloria in excelsis deo et in terra pax hominibus“.
1964 wurden Kirche und Kirchenburg umfassend renoviert. Die Kirche wurde am 4. August 2009 bei einem Unwetter schwer beschädigt.

## Persönlichkeiten
- Ioan Axente Sever (1821–1906), Politiker, Revolutionär und beteiligte sich an der Führung der ASTRA (Transsilvanische Vereinigung für rumänische Literatur und die Kultur des rumänischen Volkes)[4]